# Csiszár Árpád
Csiszár Árpád (Fülesd, 1912. március 8. – Vásárosnamény, 1989. február 20.) lelkész, etnográfus, múzeumigazgató, a Beregi Múzeum alapítója.

## Élete
Csiszár Árpád 1912. március 8-án született Szatmár megyében, Fülesden. Gyermek- és ifjúkorát Szamostatárfalván töltötte. Fiatalkori Szamos-parti megfigyelései ösztönözték arra, hogy az őskorról minél többet tudjon; így hallgatta debreceni teológus korában a teológia mellett az egyetemen Dr. Roska Márton régészprofesszor előadásait, szinte mindennapos vendége volt a debreceni Déri Múzeumnak, amelynek akkor Dr. Sőregi János régész volt az igazgatója. A környezete titkainak megfejtése irányította a figyelmét az egyetem földrajzi, történeti és filozófia tanszékeinek szemináriumaiba is.
Később hosszabb, rövidebb időt töltött; Bátyún, Nádudvaron, Halmiban, Kisbábonyban, Somkeréken, Magyarköblösön, Mérken, Tákoson és Gergelyiugornyán is ahol nyugalmazásáig református lelkészként szolgálta a közösséget. Mindig a forrásból indult ki és csak az után vette kezébe a szakirodalmat. Megfigyeléseit mindig a legjobb szakemberekkel vitatta meg.
1963-ban kapott megbízást a vásárosnaményi Beregi Múzeum megszervezésére, melynek vezetője is lett.
Mindig összehasonlított és összegzett. Kimondva vagy kimondatlanul egy életen át készült a múzeumszervezésre. Különös kegyelemnek, szolgálati lehetőségnek tekintette ezt a munkát.
Írásai nagyrészt a Nyíregyházi Józsa András Múzeum Évkönyvében és az Ethnográphiában jelentek meg.
1989-ben Vásárosnaményban érte a halál.

## Munkái
- Szemmelverés és igézés (A Nyíregyházi Józsa András Múzeum Évkönyve, II. Budapest, 1969.)
- A beregi sertéstenyésztés (Ethnographia, 82. 1971)
- Sertésmakkoltatás az északkeleti erdővidéken (Agrártörténeti Szemle, 16. 1974)
- Az ökörtartás a szatmár-beregi kisparasztság életében (A Nyíregyházi Józsa András Múzeum Évkönyve, 15-17. 1972-1974)
- A beregi népi textiliák lexikona (Debrecen 1983)
- Adatok a felső-tiszavidéki pálinkafőzésről és -felhasználásról a XVIII-XIX. század fordulóján (Agrártörténeti Szemle, 27. 1985)